# Mark Texeira
Ne pas confondre avec le joueur de baseball Mark Teixeira.
Pour les articles homonymes, voir Texeira.
Mark Texeira est un dessinateur et auteur de comics américain.

## Biographie
Mark Texeira naît à New York où il étudie les arts à la High School of Art and Design (en). Il travaille ensuite avec le peintre David Leffel. Il commence par une carrière de peintre et d'illustrateur pour des pochettes de disques, des couvertures de livres et de magazine avant de devenir dessinateur de comics dans les années 1980. Ses premiers travaux se retrouvent dans les aventures de Musclor. Peu après il est engagé par DC Comics où il dessine Jonah Hex et Swamp Thing. Il travaille ensuite surtout pour Marvel Comics où il dessine les aventures de Ghost Rider, Wolverine, la Panthère noire, Moon Knight. Après son mariage il travaille pour Continuity Associate mais il choisit plus tard d'être de nouveau artiste indépendant et il crée sa propre maison d'édition où il publie sa série Pscythe.

## Publications
- Jonah Hex (DC Comics)  de John Albano & Tony DeZuniga (1985-1986),
- Psi-Force (Marvel Comics)  de Stephen Perry & Mark Texeira (1986)
- Punisher War Journal (1990, (Marvel Comics)
- Ghost Rider vol. 2 (1990 - 1992), (Marvel Comics)
- Wolverine vol. 2 (1993)
- Sabretooth (1993),
- Spider-Man: Legacy of Evil (1996),
- Black Panther vol.3 (1998)
- Moon Knight vol. 4 (1999)
- Vampirella Strikes (Harris comics)
- Pantha
- Cyclops (2001),
- Hercule vol. 4 (2005)
- The Incredible Hulk 2000
- Catwoman
- Wonder Woman
- Venom
- Max Allan Collins - Two for the money (couverture)
- Red Sonja